# 6304 Josephus Flavius
6304 Josephus Flavius eller 1989 GT3 är en asteroid i huvudbältet som upptäcktes den 2 april 1989 av den belgiske astronomen Eric W. Elst vid La Silla-observatoriet. Den är uppkallad efter historikern Josefus.
Asteroiden har en diameter på ungefär 4 kilometer.